# 한여름 밤의 꿈 (오페라)
《한여름 밤의 꿈》(A Midsummer Night's Dream)은 벤저민 브리튼이 작곡한 영어 오페라이다. 윌리엄 셰익스피어의 희극 《한여름 밤의 꿈》을 기초로 브리튼과 가수 피터 피어스가 협력하여 대본을 작성하였다. 1960년 6월 11일 알데버러 축제에서 브리튼의 지휘로 초연되었다.

## 등장인물
| 배역 오페론, 요정들의 왕 티타니아, 요정들의 여왕 퍽 요정들의 합창 - 리샌더 데메트리우스 헤르미아, 리샌더를 연모함 헬레나, 데메트리우스를 연모함 테세우스, 아테네의 공작 히폴리타, 아마존의 여왕 - Bottom, 베짜는 이 Quince, 목수 Flute, a bellows-mender Snug, a joiner Snout, a tinker Starveling, 의복쟁이 | 성악 영역 카운터테터 소프라노 대사 역 trebles - 테너 바리톤 메조소프라노 소프라노 베이스 콘트랄토 - 베이스-바리톤 베이스 테너 베이스 테너 바리톤 | 초연시 가수들 Alfred Deller Jennifer Vyvyan Leonide Massine II - George Maran Thomas Hemsley Marjorie Thomas April Cantelo Forbes Robinson Johanna Peters - Owen Brannigan Norman Lumsden 피터 피어스 David Kelly Edward Byles Kevin Platts |